# Adnan Tekin
Adnan Tekin (Amsterdam, 3 november 1972) is een Nederlands ambtenaar, PvdA-politicus en bestuurder. Sinds 1 juli 2020 is hij voorzitter van de MBO Raad.

## Biografie

### Gezin en jeugd
Tekin is geboren in een gezin van eerste generatie Turkse gastarbeiders. In 1966 kwam zijn vader en in 1970 zijn moeder in Nederland. Ze kwamen uit het noordoosten van Turkije, bij de Georgische grens. Zijn vader is via Duitsland en België in Nederland terechtgekomen. Hij was hoofdrangeerder bij de NS, aan de Dijksgracht. Tekin zat in de klas met een van de twee broers Bezuijen van de Osdorp Posse. Uit die tijd kent hij ook nog Def P. Danny Heister was een vriend en klasgenoot van hem op het havo. Michel Kreek en Bryan Roy van Ajax zaten ook bij hem op school.

### Opleiding en loopbaan
Tekin behaalde in 1990 zijn havo diploma aan de toenmalige Osdorper Schoolgemeenschap. Hij volgde van 1990 tot 1991 een Opleiding tot Nationaal Gids en van 1991 tot 1994 een Lerarenopleiding Duits aan de Hogeschool Holland, maar van beide studies behaalde hij geen diploma. Tekin was van 1996 tot 1998 parttime stedelijk ouderenconsultant ten behoeve van Turkse Amsterdammers bij de Stichting Ondersteuning Allochtonenwerk Amsterdam en in 1997 parttime projectmedewerker Wonen in Nederland bij het Wijkcentrum Admiralen- en Postjesbuurt.
Hierna was Tekin werkzaam bij de gemeente Amsterdam. Van 1998 tot 2002 was hij daar politiek assistent van de wethouder Onderwijs, Jeugd, Bestuurlijk Stelsel, Grote Stedenbeleid en Sociale Zaken, Jaap van der Aa. Van 2002 tot 2010 was hij daar stafsecretaris van de burgemeester van Amsterdam, Job Cohen. Tussen 2010 en 2012 was hij secretaris van de fractievoorzitter van de PvdA Tweede Kamerfractie, Job Cohen.
Van 2012 tot december 2016 was hij opnieuw werkzaam voor de gemeente Amsterdam. Van 2012 tot mei 2013 was hij daar senior projectleider Kwaliteitsaanpak Basisonderwijs Amsterdam (KBA) en van mei 2013 tot juni 2015 programmamanager KBA. Van juni 2015 tot september 2016 was hij daar senior strategisch adviseur Team Primair Onderwijs. Van september tot december 2016 was hij daar senior strategisch adviseur Werk en Inkomen. Hij was vicevoorzitter van de jongerenvereniging van de Fatih-moskee.

### Politieke loopbaan
Tekin was vanaf 2011 actief in de provinciale politiek van Noord-Holland, hij werd toen verkozen tot de Provinciale Staten. In de Provinciale Statenverkiezingen 2019 was hij lijsttrekker voor zijn partij. Vanaf 2016 was hij gedeputeerde in Noord-Holland en voor de periode 2019-2023 was hij de enige gedeputeerde met een migratie-achtergrond. Tekin was verantwoordelijk voor de portefeuilles Natuur en landschap, Milieu, Schiphol, Recreatieschappen en Onderwijs en arbeidsmarkt. Op 10 december 2019 trad Tekin terug als gedeputeerde.

### MBO Raad en nevenfuncties
Op 13 mei 2020 werd bekendgemaakt dat Tekin door de algemene ledenvergadering was benoemd tot voorzitter van de MBO Raad. Hij startte er op 1 juni van dat jaar en op 1 juli van dat jaar kreeg hij de voorzittershamer overgedragen van Frank van Hout. Tekin bekleedt diverse nevenfuncties, zo is hij duovoorzitter van SBB (Samenwerkingsorganisatie Beroepsonderwijs), voorzitter van de adviescommissie Natuur van het Prins Bernhard Cultuurfonds, lid van de raad van commissarissen van Lysias Advies, lid van de raad van toezicht van Stichting Agora en Stichting Orion en bestuurslid van Stichting MIND Us.

### Privéleven
Tekin heeft samen met zijn vrouw vier kinderen. Hij is moslim.